# Polycitor crystallinus
Polycitor crystallinus är en sjöpungsart som först beskrevs av Armand-Marie-Vincent-Joseph Renier 1804.  Polycitor crystallinus ingår i släktet Polycitor och familjen Polycitoridae. Inga underarter finns listade i Catalogue of Life.